# Elektrotechnische verdeelinrichting

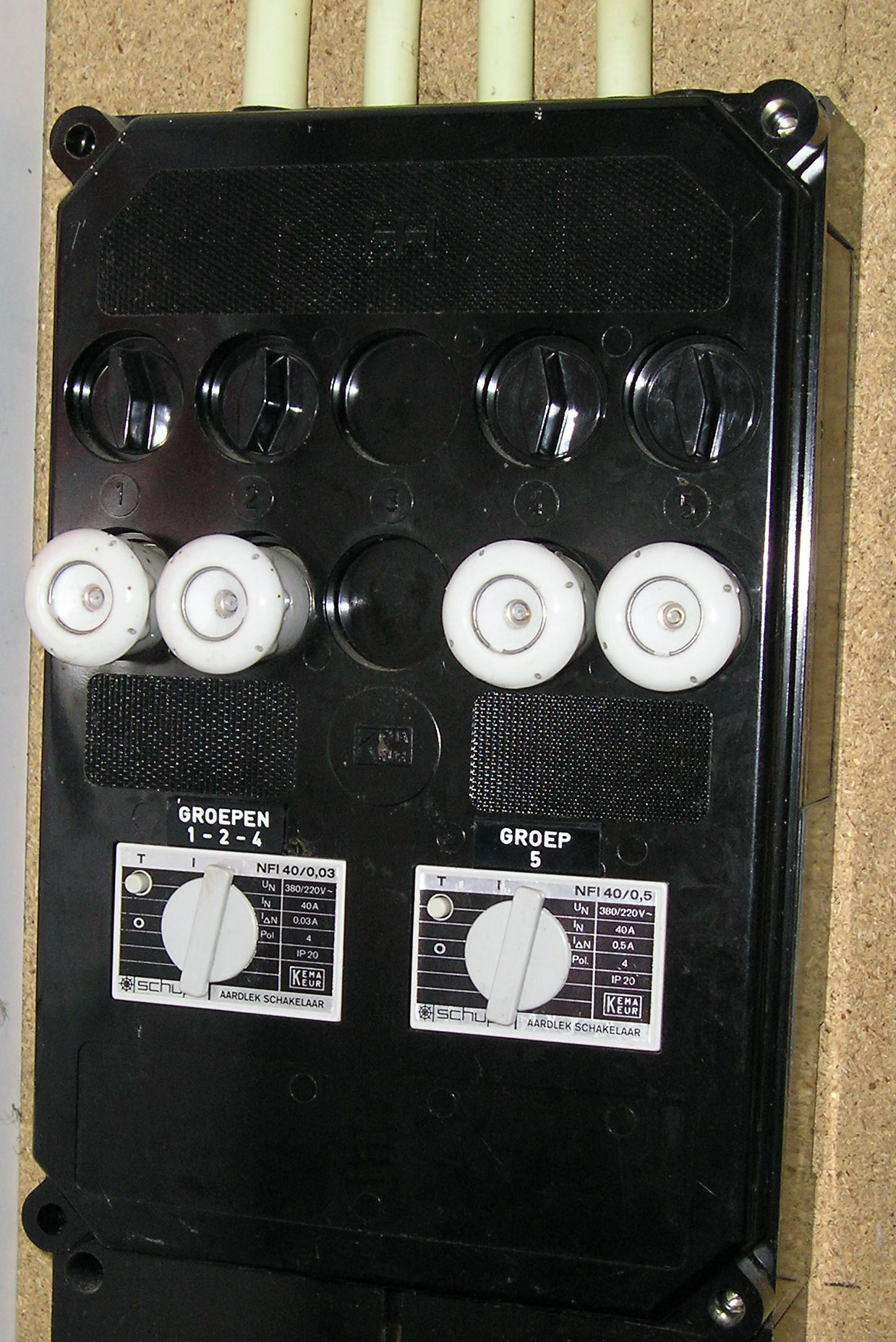
Een ouder model verdeelinrichting in een woonhuis. Van onder naar boven: twee aardlekschakelaars, links I_{ΔN}=30 mA rechts I_{ΔN}=500 mA, vier smeltveiligheden, vier schakelaars

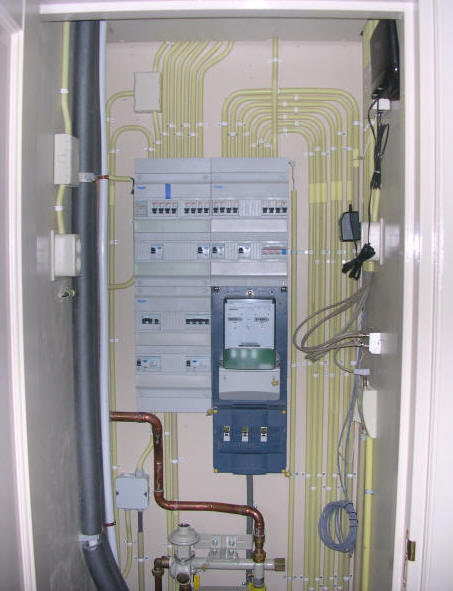
Moderne (uitgebreide) elektrische verdeelinrichting in een meterkast

Een verdeelinrichting, verdeelkast, distributiekast of groepenkast is de plek van waaruit de elektrische energie beveiligd en verdeeld wordt over de elektrische installatie in een gebouw.

## Indeling
De elektriciteitsaansluiting van een woning begint bij de aansluitkast, die meestal onderaan de meterkast is geplaatst. Hierin bevinden zich een of meer hoofdzekeringen en een kilowattuurmeter die het stroomverbruik registreert. Deze onderdelen zijn verzegeld en blijven eigendom van de netbeheerder of het meetbedrijf. Vanaf de aansluitkast wordt de stroom doorgeleid naar de groepenverdeling via een hoofdschakelaar, die sinds 2005 verplicht is bij nieuwe installaties.
In de groepenkast bevinden zich minimaal twee of meer aardlekschakelaars van 30 mA die de installatie beschermen tegen lekstromen. Per aardlekschakelaar mogen doorgaans maximaal vier groepen aangesloten worden, zodat bij een storing niet de hele woning zonder stroom komt te zitten.
Iedere eindgroep is beveiligd met een smeltveiligheid of installatieautomaat met een maximale waarde van 16 A. Voorbij de smeltveiligheid zit is nog een tweepolige groepsschakelaar aanwezig waarmee de eindgroep spanningsloos gemaakt kan worden. Als alternatief wordt in huisinstallaties ook gebruik gemaakt van aardlekautomaten, een installatieautomaat met geïntegreerde aardlekbeveiliging. Hierdoor zijn geen aparte aardlekschakelaars meer nodig. Daarboven zit de aardrail, deze is verbonden met de aardleiding en de aarddraden van de afgaande groepen.
Toestellen met een hoog vermogen, zoals een eleltrisch oven, wasmachine, wasdroger of boiler dienen elk op een aparte eindgroep te worden aangesloten. Voor toestellen met een nog groter vermogen, zoals een elektrisch fornuis en (keramische) kooktoestellen, worden aangesloten op een kookgroep. 
De richtlijnen voor de technische uitvoering van zo een verdeelinrichting zijn Europees bepaald. Ze worden steeds ingewikkelder, mede doordat een aantal stroomverbruikers (particulieren) uit milieu-overwegingen nu ook stroomproducenten worden als hun zonnepanelen en/of windmolens meer energie opwekken dan nodig voor eigen gebruik. De stroom moet dus in twee richtingen worden beveiligd.

## Types
Er zijn twee soorten verdeelinrichtingen:
- T.T.A.: Type Tested Assembly - deze worden door een onafhankelijk laboratorium getest.
- P.T.T.A.: Partly Type Tested Assembly - deze worden door de fabrikant of panelenbouwer getest.